# Al Ḩarāk
Al Ḩarāk (arabiska: الحراك) är en subdistriktshuvudort i Syrien.   Den ligger i provinsen Dar'a, i den sydvästra delen av landet, 80 kilometer söder om huvudstaden Damaskus. Al Ḩarāk ligger 635 meter över havet och antalet invånare är 23 784.
Terrängen runt Al Ḩarāk är platt, och sluttar brant västerut. Närmaste större samhälle är Ash Shaykh Miskīn, 16,6 kilometer nordväst om Al Ḩarāk. 
Omgivningarna runt Al Ḩarāk är i huvudsak ett öppet busklandskap. Runt Al Ḩarāk är det ganska tätbefolkat, med 214 invånare per kvadratkilometer.